# Паисий II Видински
Паисий  е православен гръцки духовник, митрополит на Вселенската патриаршия.

## Биография
Роден в Урла, Мала Азия. Служи като презвитер във Видинската епархия. По-късно той служи като Велик сингел на Патриаршията.
На 22 февруари 1852 година е избран и на 23 февруари 1852 година е ръкоположен за видински митрополит. Ръкополагането е извършено от митрополит Дионисий Доростолски. На 16 май 1864 година е изпратен като екзарх в Нишавската епархия. През ноември 1864 година бяга от епархията си в Цариград, и на 1 март 1865 година тръгва обратно. На следната година е избран за член на Синода и на 19 март 1866 година пристига пак в Цариград.
На 13 април 1868 година е избран за митрополит на Зворник. На 5 май 1872 година е избран за митрополит на Босна.
Умира в епархията си на 28 октомври 1873 година.